# Zeleneč (district de Trnava)
Pour les articles homonymes, voir Zeleneč.
Zeleneč (en allemand : Silinz ; en hongrois : Szelincs) est un village du district et de la région de Trnava, en Slovaquie .

## Histoire
La première mention écrite du village date de 1243.

## Démographie

### Évolution de la population
| Année:               | 1994. | 2004.   | 2014.   | 2024.   |
| -------------------- | ----- | ------- | ------- | ------- |
| Nombre de personnes: | 2396  | 2377    | 2576    | 2578    |
| Différence:          |       | -0,79 % | +8,37 % | +0,07 % |

| Année:               | 2023. | 2024.   |
| -------------------- | ----- | ------- |
| Nombre de personnes: | 2604  | 2578    |
| Différence:          |       | -0,99 % |